# Cyprinodon salvadori
 Cyprinodon salvadori és una espècie de peix de la família dels ciprinodòntids i de l'ordre dels ciprinodontiformes.

## Distribució geogràfica
Es troba a Nord-amèrica: Mèxic.